# استئوسیت
به مهم‌ترین و بیشترین گروه سلول‌های استخوان، استخوان‌یاخته، سلول‌های استخوانی یا استئوسیت (Osteocyte) می‌گویند هرچند دو نوع سلول دیگر به نام‌های استخوان‌ساز (استئوبلاست) و استخوان‌کاه (استئوکلاست) نیز در استخوان دیده می‌شوند.

## استخوان
استخوان یک بافت زنده است. رشد می‌کند، تغذیه می‌کند، تغییر شکل می‌دهد و می‌میرد. در داخل استخوان استئوسیت‌ها با فاصله از یکدیگر قرار دارند. فاصله بین این سلول‌ها را ماده‌ای بنام ماده بین سلولی پر کرده‌است. این ماده را ماتریکس (Matrix) هم می‌گویند. این ماده یک داربست و شبکه سه بعدی از پروتئین و مواد قندی (گلیکوپروتئین) تشکیل شده که روی آن املاح کلسیم رسوب کرده‌است. املاح کلسیم عمدتاً از جنس هیدروکسی آپاتیت Hydroxyapatite هستند.
طرز قرار گرفتن و ساختمان ماده بین استخوانی نظم خاصی دارد، بطوریکه املاح معدنی آن به شکل تیغه‌های مدور متحد المرکزی در کنار هم قرار دارند. به این تیغه‌ها لاملا Lamella می‌گویند. در مرکز این دوایر متحد المرکز تیغه‌ای شکل، کانال توخالی وجود دارد که حاوی عروق و اعصاب استخوان است. به این کانال یا مجرا کانال هاورس Haversian canal می‌گویند. یک مجرای هاورس و ۶–۵ تیغه استخوانی دایره‌ای که دور آن را گرفته‌اند یک ساختمان ظریف را درست می‌کند که به آن سامانه هاورس Haversian system می‌گویند.

## بافت شناسی
استئوسیت‌ها سلول‌هایی ستاره‌ای شکل‌اند و دو هسته بیضی و پر از کروماتین دارند. این سلولها اغلب در استخوانهای بالغ یافت می‌شوند. هر استئوسیت در پیرامون خود لاکونا دارد. برای جلوگیری از مرگ سلولی، استئوسیت‌ها توسط زواید بسیار ظریف سیتوپلاسمی به یکدیگر مرتبط هستند. این زایده‌ها در نقل و انتقال یونها، مواد غذایی و هورمونها نقش اساسی دارند. استخوان‌یاخته‌هایی که در نواحی عمیق یا پیر بافت استخوانی قرار دارند دارای شبکه آندوپلاسمی ناصاف و دستگاه گلژی کمتری هستند.
تا زمانی که صدمه‌ای به استخوان وارد نشود، استخوان‌یاخته‌ها تقسیم نمی‌شوند. با ایجاد ضایعه، تقسیمات سلولها آغاز می‌شود. تعدادی از آن‌ها به صورت استئوبلاست، ماده زمینه‌ای بی‌شکل را می‌سازند و خود به استئوسیت تبدیل می‌شوند برخی دیگر به صورت یاخته‌های اجدادی استخوان باقی می‌مانند. استخوان‌یاخته‌ها را می‌توان نوعی استئوبلاست بازنشسته شده نامید. طول عمر برخی استئوسیتها تا پایان حیات است.